# سن پوتیتو اولترا
سن پوتیتو اولترا (به ایتالیایی: San Potito Ultra) یک کومونه در ایتالیا است که در استان آولینو واقع شده‌است.

## خصوصیات
سن پوتیتو اولترا ۴ کیلومترمربع مساحت و ۱٬۵۵۵ نفر جمعیت دارد.